# Smalltown Boy
Singles de Bronski Beat
Why?
(1984)
Smalltown Boy est le premier single du groupe britannique Bronski Beat, sorti le 16 juin 1984. Il est ensuite sorti dans le premier album du groupe, The Age of Consent, sorti en décembre 1984. Il a atteint la 3e place du classement au Royaume-Uni et la 8e en France. Il a également reçu une certification d'argent par la BPI le 1er juillet 1984.
Cette chanson est un titre gay très populaire, qui a connu un énorme succès à travers le monde. La chanson, remixée par Arnaud Rebotini, fait partie de la bande originale du film 120 battements par minute de Robin Campillo, film qui raconte l'histoire d'Act-up Paris.

## Thème de la chanson
Le titre signifie : « un garçon d'une petite ville ». La chanson parle d'un jeune garçon victime d'homophobie et de solitude, incompris par sa famille. Une interprétation est retracée dans le vidéoclip où il se fait des amis, mais un gang homophobe l'agresse et un policier le ramène chez lui. Il prend le train pour s'enfuir avec ses amis. La chanson reflète la vie difficile des jeunes homosexuels de province, amenés à quitter leur petite ville pour vivre au grand jour dans de grandes villes plus tolérantes.

## Vidéoclip
La vidéo musicale (réalisée par Bernard Rose) montre le chanteur Jimmy Somerville jouant lui-même le garçon de la chanson. La vidéo commence à bord d'un train de banlieue. Puis, on voit Jimmy se faire des amis (interprétés par les membres du groupe Larry Steinbachek et Steve Bronski) au bord d'une piscine, regardant les personnes nager. Jimmy est attiré par le garçon qui nage. Ce garçon semble attiré lui aussi puisqu'il lui fait un sourire. Jimmy décide alors de le retrouver dans les vestiaires de la piscine. Le beau nageur change alors complètement de comportement devant ses amis et repousse les avances de Jimmy qui décide de partir. Pire encore, Jimmy est poursuivi dans la rue par la bande homophobe du nageur. Jimmy est tabassé. Il est ramené chez ses parents par un policier. Tout le monde semble donner les torts à Jimmy et personne ne cherche à le comprendre. Jimmy décide de partir de chez lui, car son père ne le comprend pas et sa mère n’ose le défendre. Le clip s'achève sur une note d'espoir, on retrouve Jimmy dans le train, mais accompagné de Steinbachek et de Bronski. Jimmy retrouve le sourire et en prenant le train il cherche à s'éloigner, probablement en route pour Londres, plus tolérante.

## Formats et liste des titres
7" Single
1. Smalltown Boy — 3:58
2. Memories — 3:00

12" Maxi
1. Smalltown Boy — 9:00
2. Infatuation
3. Memories

## Reprises
En 1992, le titre est repris par le groupe d'EBM Plastic Noise Experience.
En 1996, le groupe allemand de thrash metal technique Depressive Age publie une reprise de ce morceau sur leur album Electric Scum.
En 1996, Tori Amos reprend des morceaux de la chanson lors de son interprétation de Father Lucifer lors de l'émission Late Night with David Letterman, chantant le refrain « Run away, turn away, run away, turn away, run away ».
The Hot Stewards, un groupe de rock néerlando-germano-danois, a repris Smalltown Boy sur leur premier EP The Very Best of The Hot Stewards.
The Wounded (en), un groupe doom/gothic metal néerlandais, a aussi repris le morceau sur leur premier album The Art of Grief.
Paradise Lost, un groupe de gothic metal anglais, a repris Smalltown Boy comme morceau bonus sur leur album Symbol of Life.
En 2002, Indochine a repris Smalltown Boy sur la tournée Paradize Tour. Le groupe français a souvent joué la chanson en concert et un enregistrement live de celle-ci est disponible avec le single de leur chanson Marilyn.
La même année, les musiciens d'Herman Dune éditent une reprise la chanson, notamment diffusée dans le 7e épisode de la 3e saison de la série TV Skins.
En 2006, Supermode a repris Tell Me Why, avec des extraits mélodiques de Smalltown Boy et les paroles d'un autre titre des Bronski Beat intitulé Why?.
Entre 2006 et 2007, pour sa tournée Alive 2007, Daft Punk intègre un sample du riff de synthé de Smalltown Boy dans le mash up Too Long/Steam Machine.
En 2007, le chanteur suédois José González reprend Smalltown Boy et l'enregistre comme face B de son propre single Down the Line.
En 2008, la chanteuse suédoise September utilise un sample du morceau dans sa chanson Cry for You.
La même année, le groupe de metal allemand Atrocity a repris la chanson dans leur album Werk 80 II.
En 2009, la violoniste Sharon Corr, du groupe irlandais The Corrs a enregistré une reprise de la chanson pour son futur album solo. Le groupe de métal symphonique Delain sort également, la même année, une reprise de cette chanson comme single pour son album April Rain.
En 2010, le groupe français Sidilarsen enregistre une reprise metal de la chanson, disponible sur leur site Myspace.
En 2011, Émilie Simon fait une reprise piano-voix de ce titre qu'elle diffuse sur internet.
En 2012, le groupe allemand de métal industriel Oomph! fait une reprise en allemand de la mélodie, traduisant le titre en Kleinstadtboy, sur l'album Des Wahnsinns Fette Beute.
En 2013, le groupe allemand de death metal mélodique Deadlock fait une reprise de la chanson sur leur album The Arsonist.
La même année, le groupe français de hard FM Shannon a réalisé une reprise de la chanson sur son troisième album, Circus of the Lost Souls.
En 2017, le DJ Arnaud Rebotini remixe le titre pour en faire le titre principal de la BO du film 120 battements par minute, qui triomphe à Cannes puis en salles.
En 2019, le groupe Sound Of Legend la reprend dans son titre Tell Me Why.
En 2021, le groupe français MONAS, rend hommage à cette chanson en y faisant référence dans leur titre Fallen Astronaut.

## Succès commercial

### Classements hebdomadaires
| Classement (1984–1985)                          | Meilleure position |
| ----------------------------------------------- | ------------------ |
| Allemagne (Media Control AG)                    | 3                  |
| Australie (Kent Music Report)                   | 8                  |
| Belgique (Flandre Ultratop 50 Singles)          | 1                  |
| Belgique (Flandre VRT Top 30)                   | 1                  |
| Canada (RPM 100 Singles)                        | 9                  |
| États-Unis (Billboard Hot 100)                  | 48                 |
| États-Unis (Cash Box)                           | 32                 |
| États-Unis (Hot Dance Club Play)                | 1                  |
| États-Unis (Hot Dance Music/Maxi-Singles Sales) | 4                  |
| France (SNEP)                                   | 8                  |
| Irlande (IRMA)                                  | 4                  |
| Italie (FIMI)                                   | 2                  |
| Nouvelle-Zélande (RMNZ)                         | 5                  |
| Pays-Bas (Nederlandse Top 40)                   | 1                  |
| Pays-Bas (Single Top 100)                       | 1                  |
| Royaume-Uni (UK Singles Chart)                  | 3                  |
| Suisse (Schweizer Hitparade)                    | 2                  |

| Classement (1991)              | Meilleure position |
| ------------------------------ | ------------------ |
| Allemagne (Media Control AG)   | 28                 |
| Irlande (IRMA)                 | 16                 |
| Pays-Bas (Single Top 100)      | 72                 |
| Royaume-Uni (UK Singles Chart) | 32                 |

| Classement (1994) | Meilleure position |
| ----------------- | ------------------ |
| Italie (FIMI)     | 23                 |

| Classement (1984)              | Position |
| ------------------------------ | -------- |
| Australie (Kent Music Report)  | 59       |
| Belgique (Flandre Ultratop 50) | 12       |
| Italie (FIMI)                  | 7        |
| Pays-Bas (Nederlandse Top 40)  | 15       |
| Pays-Bas (Single Top 100)      | 21       |
| Suisse (Schweizer Hitparade)   | 13       |

| Classement (1985)            | Position |
| ---------------------------- | -------- |
| Canada (RPM Top 100 Singles) | 86       |